# Myriam El Khomri
Myriam El Khomri (Rabat, 18 febbraio 1978) è una politica francese, ministro del Lavoro nel governo Valls II e nel governo Cazeneuve dal 2015 al 2017.
Sua è stata la proposta di legge Loi travail che è stata oggetto di numerosi scioperi e manifestazioni, causando il movimento denominato Nuit debout.

## Biografia
Myriam El Khomri è nata a Rabat e ha trascorso i suoi primi anni a Tangeri, dove sua madre lavorava come insegnante. Suo padre è marocchino di nascita, sua madre è bretone. Quando aveva nove anni, sua madre tornò con lei in Francia, dove vivevano vicino a Bordeaux.
El Khomri ha studiato diritto pubblico presso l'Università Montesquieu Bordeaux IV e l'Università Paris 1 Panthéon-Sorbonne di Parigi. Ha completato i suoi studi nel 2001. Per portare a termine la sua formazione, ha completato uno stage presso l'allora vice ministro per lo sviluppo urbano Claude Bartolone. A partire dal 2001 è stata dipendente dei sindaci del XVIII arrondissement di Parigi, Annick Lepetit e Daniel Vaillant.
El Khomri è sposata e ha due figlie.

## Carriera politica
Myriam El Khomri ha aderito al Partito Socialista nel 2002, dopo che Jean-Marie Le Pen perse al secondo turno le elezioni presidenziali francesi. A partire dal 2012 è membro del comitato esecutivo del partito (buro national) e dal maggio 2014 è segretaria del PS per le questioni di sicurezza.
Nel 2008, El Khomri è stato eletta al Consiglio di Parigi e, sotto la guida del sindaco Bertrand Delanoë, ha ricoperto inizialmente l'incarico di assessore alla protezione dell'infanzia, poi dal 2011 quello di assessore alla sicurezza e alla prevenzione. Dopo che Anne Hidalgo è divenuta il nuovo sindaco, è diventata responsabile anche dello sviluppo e dell'integrazione urbana. È stata inoltre portavoce per la campagna di Hidalgo.

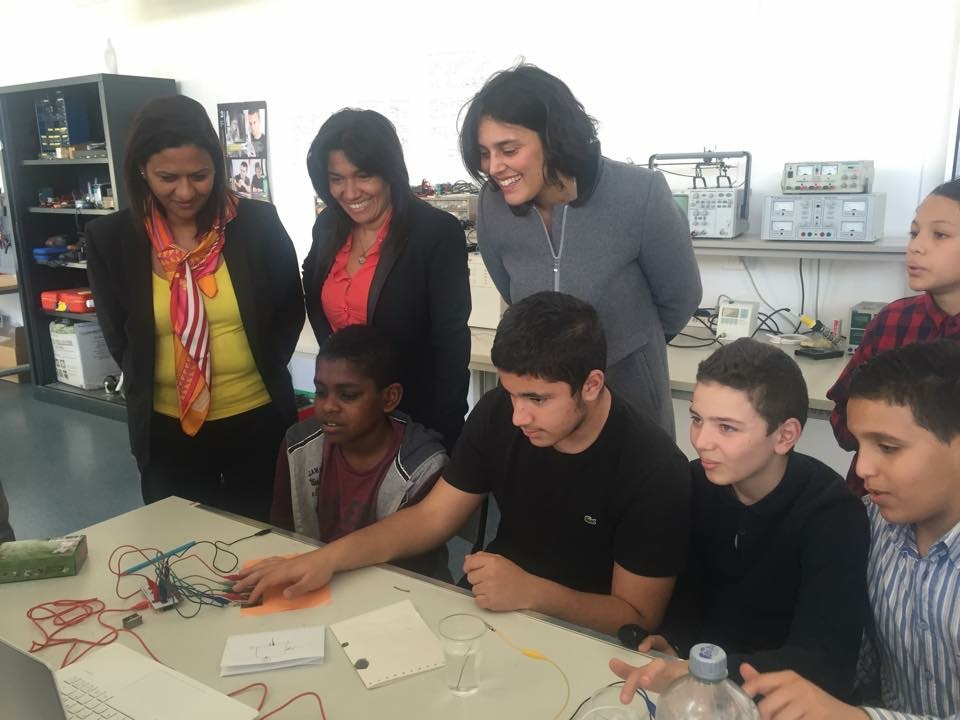
Il ministro del lavoro Myriam El Khomri e Samia Ghali in visita all'Ecole centrale de Marseille (2015)

Il 26 agosto 2014, El Khomri viene nominata segretario di Stato per le politiche urbane nel governo Valls II; Si è poi dimessa dai suoi incarichi all'interno del Partito Socialista e dalla giunta comunale di Parigi, ma è rimasta membro del Consiglio di Parigi. Il 2 settembre 2015 è diventata ministro del lavoro, dell'occupazione, della formazione professionale e del dialogo sociale, succedendo a François Rebsamen. È stata responsabile dello sviluppo di una legislazione completa sul lavoro (legge El Khomri o legge sul diritto del lavoro), che è molto controversa in Francia, soprattutto perché consente deroghe ai contratti collettivi generali e, in alcuni casi, alle leggi sul lavoro attraverso accordi aziendali. Il governo ha implementato la legge attraverso un'eccezione alla costituzione francese senza l'approvazione parlamentare dopo che è diventato chiaro che la legge non avrebbe raggiunto la maggioranza, sostenuta dai partiti di governo. Il voto di sfiducia al governo voluto dai dissidenti del Gruppo Socialista è fallito per soli due voti. A succedergli nel nuovo governo è Muriel Pénicaud, a partire dal 15 maggio 2017.
In occasione delle elezioni legislative del giugno 2017 è tra i non eletti per il parlamento francese.

## Vita dopo la politica
Dopo aver lasciato il governo, El Khomri si è dedicata alla consulenza creando nel novembre 2017 una società di consulenza aziendale, MEK Conseil. Nel maggio 2018 è diventata anche consulente senior di Lee Hecht Harrison Altedia e nel marzo 2019 è entrata a far parte del gruppo di intermediazione assicurativa Siaci Saint Honoré come direttore della divisione di consulenza presso la sua sussidiaria di consulenza e strategia S2H Consulting. 
Nel marzo 2018, El Khomri ha messo in scena con Roselyne Bachelot e Marlène Schiappa la rappresentazione di I monologhi della vagina al teatro Bobino. I profitti dello spettacolo sono andati al Collettivo femminista contro lo stupro.
Nel luglio 2019, la ministra della solidarietà e della salute Agnès Buzyn ha nominato El Khomri a capo di una missione sull'attrattività delle professioni legate agli anziani, con l’obiettivo di contrastare la carenza di personale in questo settore.

## Altre attività
Nexity, membro del consiglio di amministrazione (dal 2021)